# بريمين كيبروتو
بريمين كيبروتو (بالإنجليزية: Brimin Kipruto) (مواليد 31 يوليو 1985) هو عداء كيني في المسافات المتوسطة متخصص في 3000 متر موانع، والذي حقق فيه ثاني أفضل قياسي بزمن 7.53.64.

## مسيرته
كيبروتو هو الثالث بين إخوته العشرة.اختير كيبروتو ضمن الفريق الكيني للمشاركة في سباق 2000 متر موانع ضمن منافسات بطولة العالم للشباب لألعاب القوى سنة 2001 بالمجر، وعند تحضيره للسفر استخرج شهادة ميلاد من أجل الحصول على جواز السفر وحدث خطأ في كتابة اسمه وبدلا من فريمين أصبح بريمين، وتأقلم كيبروتو على هذا الخطأ وأصبح اسم شهرته.
حصل على فضية سباق 3000 متر موانع في دورة اثينا 2004 وذهبية سباق 3000 متر موانع في بطولة العالم 2007 وبرونزية سباق 3000 متر موانع في بطولة العالم 2005. سنة 2010 في سباق ثلاثة آلاف متر موانع وحقق أفضل رقم للعام بزمن 8.00.90 دقيقة، متقدماً على مواطنيه بول كيبسييلي كويتش وبطل العالم إيزيكييل كيمبوا.

## وصلات خارجية
- كيبروتو على موقع الاتحاد الدولي لألعاب القوى.
- بريمين كيبروتو - ألعاب القوى

## روابط خارجية
- بريمين كيبروتو على موقع الاتحاد الدولي لألعاب القوى (الإنجليزية)
- بريمين كيبروتو على موقع الدوري الماسي (الإنجليزية)
- بريمين كيبروتو على موقع أوليمبيديا (الإنجليزية)
- بريمين كيبروتو على موقع اتحاد ألعاب الكومنولث (مؤرشف) (الإنجليزية)